# Agrilus okinawensis
Agrilus okinawensis es una especie de insecto del género Agrilus, familia Buprestidae, orden Coleoptera.
Fue descrita científicamente por Miwa, 1933.